# 近藤直子
近藤 直子（こんどう なおこ、1950年 - 2015年 ）は、日本の中国文学者、評論家。日本大学文理学部教授。
中国の女性作家である残雪の翻訳・研究を行い、彼女を日本へ紹介した。他にも、瓊瑶や遇羅錦らの翻訳がある。

## 経歴
新潟県出身。東京外国語大学英米語学科卒。東京都立大学大学院中国文学専攻修士課程修了。

## 著書
- 『残雪 - 夜の語り手』(河出書房新社、1995年)

## 翻訳
- 遇羅錦『春の童話』（松井博光共訳、徳間書店、現代中国文学選集 別巻、1987年）
- 『史鉄生』（檜山久雄, 三木直大, 小谷一郎共訳、徳間書店、1987年）
- 瓊瑶『寒玉楼』（文藝春秋、1993年）
- 瓊瑶『我的故事（わたしの物語）』（文藝春秋、1993年）
- 鄧暁芒『精神の歴程 - 中国文学の深層』（赤羽陽子, 山口守共訳、柘植書房新社、2003年）

### 残雪
- 残雪『蒼老たる浮雲』（河出書房新社、1989年）
- 残雪『カッコウが鳴くあの一瞬』（河出書房新社、1991年）
- 残雪『黄泥街』（河出書房新社、1992年）
- 残雪『廊下に植えた林檎の木』（鷲巣益美共訳、河出書房新社、1995年）
- 残雪『突囲表演』（文藝春秋、1997年）
- 残雪『魂の城 カフカ解読』（平凡社、2005年）
- 残雪『暗夜 = An ye』（河出書房新社、世界文学全集） 2008
- 残雪『かつて描かれたことのない境地 傑作短篇集』（鷲巣益美, 泉朝子, 右島真理子, 富岡優理子, 深谷瑞穂共訳、平凡社、残雪コレクション） 2013
- 残雪『最後の恋人』（平凡社、残雪コレクション） 2014